# Биркарлы
Биркарлы — привилегированная часть шведских и финских купцов-фермеров, живших на побережье Ботнического залива; по меньшей мере с начала XIV века они торговали в Турне-лаппмарке, Луле-лаппмарке и Пите-лаппмарке. Некоторые из них имели монопольное право на торговлю с саамами, за что они платили взносы короне. Взамен государство, не взимавшее тогда денег с живших в том районе саамов, предоставляло торговцам защиту.
После того, как Густав Васа обложил налогом саамов во всех шведских лаппмарках, биркарлы продолжили заниматься своим делом уже без прежнего режима благоприятствования. В начале XVI века численность биркарлов была достаточно мала (около 50 человек на квадратный километр).

## Происхождение биркарлов и этимология слова
C XVII века в письменных источниках фиксируется традиционная версия о том, что биркарлы пришли из места Пирккала (фин. Pirkkala) в области Сатакунта в современной Финляндии. Такие сообщения в частности встречаются в работе Юхана Буре «Сумлен», а также у Улафа Петри Ниурениуса, пастора в Умео 1619—1645. Можно заметить, что это произошло через 300 лет после появления упоминаний о биркарлах в источниках и даже после того, как они утратили дарованные им привилегии. В современной науке, кажется, не осталось исследователей, видящих какую-либо связь между биркарлами и приходом Пирккала.
Было сделано немало других попыток объяснить, откуда происходит это слово. Было предложено 20 различных версий. Среди кандидатов, которые рассматривались в качестве источника возникновения слова биркарл называют:
- Pirkkiö, остров в устье реки Торнио. Первым, кто считал, что на этом острове находился старинный торговый пункт, был Юхан Нордландер. Он читал, что имеется связь названия с Биркой и озером Меларен. Другие исследователи по ряду причин не приняли эту гипотезу. В числе прочего указывалось на то, что название острова происходит от финского слова perkkiö ('расчистка целины под пашню'), и, кроме того, исследованиям растительных отложений показали, что он не мог использоваться в качестве торгового центра до второй половины XV века.
- bjur, имеющее значение 'бобр'. Согласно гипотезе Биргера Стексена (швед. Birger Steckzén) биркарлы первоначально были охотниками на бобров и торговцами бобровым мехом. Гипотеза предполагает, что первоначально в долине реки Торнио имелось шведское население, что, как считается, не соответствует действительности.